# Kavallahuset

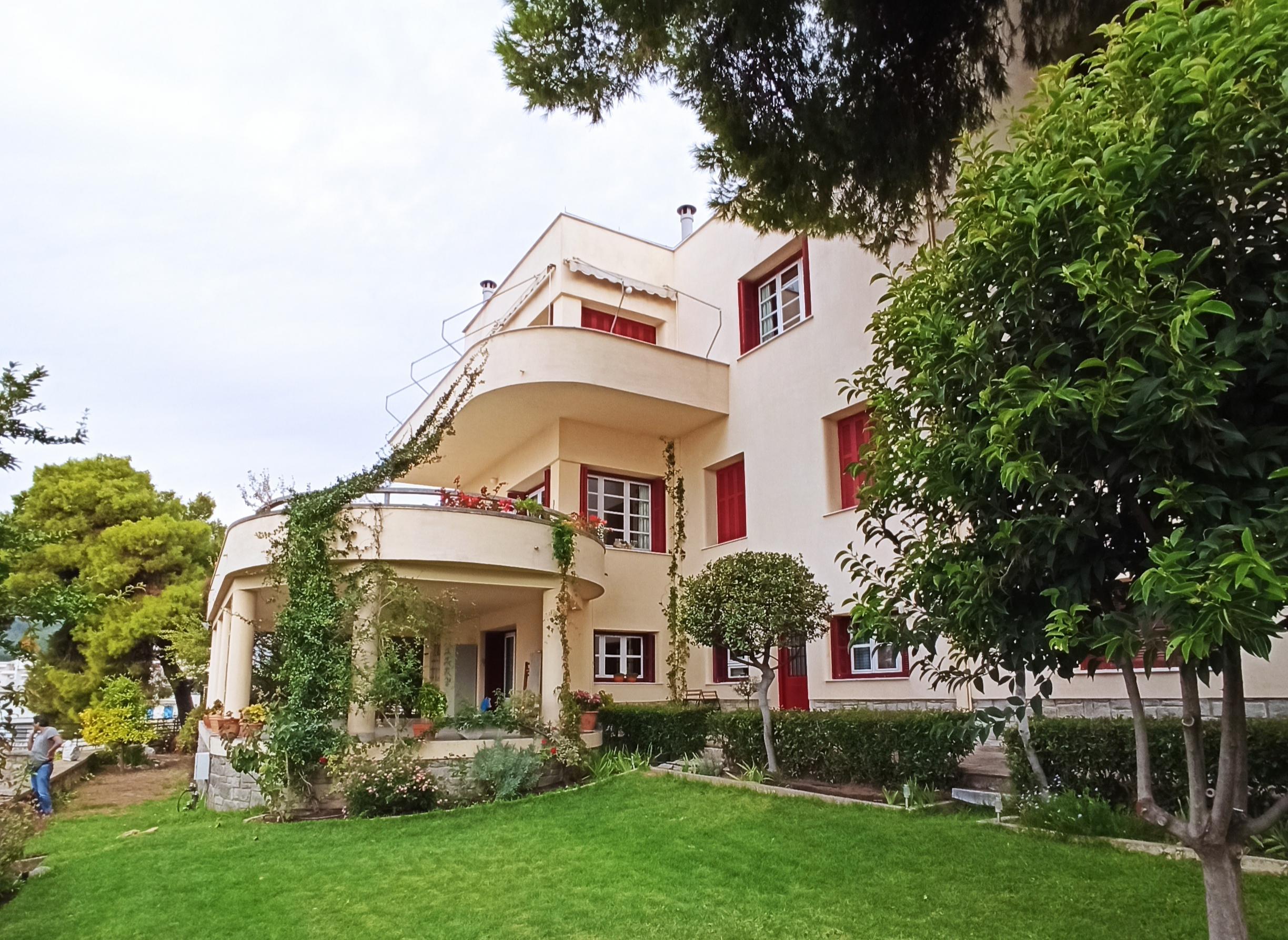
Svenska huset i Kavalla

Kavallahuset, eller Svenska huset i Kavalla, (Souidikó spíti på grekiska) som det också kallas, ligger i den nordgrekiska staden Kavalla och uppfördes 1936 av Svenska tobaksmonopolet (Svenska Tobaks AB från 1961 och 1992 slogs verksamheten samman med Swedish Match AB). Sedan 1976 tillhör Kavallahuset Svenska institutet i Athen och upplåts till forskare, författare och konstnärer i olika ämnen som söker en stimulerande arbetsmiljö för skrivande och skapande verksamhet.

## Historia
Husets historia har nära kopplingar till den tobaksindustri som förra århundradet dominerade Kavallas ekonomi. Staden var under slutet av 1800-talet och fram till andra världskriget centrum för handel med orientalisk tobak eller "råtobak". Det har uppskattats att över 15 000 arbetare var sysselsatta med tobakshanteringen i Kavalla på 1930-talet. Svenska Tobaksmonopolet var ett av de många utländska handelshus som köpte upp tobak från området kring Kavalla. Många av de utländska handelshusen uppförde residens, kontorsbyggnader och tobaksmagasin i staden. Byggnaderna uppfördes ofta i en arkitekturstil som för tillfället var populär i hemlandet.
Ett exempel är det ungerska handelshusets residens som uppfördes av tobakshandlaren Pierre Herzog i slutet av 1890-talet och som idag är Kavallas stadshus.
Svenska Tobaksmonopolet var det sista i raden av utländska handelshus som byggde residens i Kavalla. Tomten inköptes 1934 och är belägen på en höjd lite utanför stadens centrum med utsikt över Egeiska havet. Byggnaden uppfördes i tidstypisk funktionalistisk stil och invigdes den 15 maj 1936. Huset var avsett som representationslokaler såväl som bostad åt Tobaksmonopolets direktör och dess anställda. Huset fungerade under denna tid även som konsulat.
Efter krigsslutet minskade handeln med tobak i Kavalla avsevärt och huset fyllde inte längre sin funktion som bostad åt tobaksmonopolets anställda. Man behövde hitta nya former för användningen av huset och 1963 beslutade därför dåvarande direktören för Tobaksmonopolet, Olof Söderström, att göra om huset i Kavalla till ett gästhem för svenska konstnärer och forskare.
1973 började Tobaksmonopolet undersöka möjligheten att sälja huset. Det var i detta skede man fick idén att istället donera huset till Svenska institutet i Athen. Även om processen blev utdragen, kunde de sista avtalshandlingarna slutligen undertecknas den sjätte juni 1976 på svenska ambassaden i Aten, inte minst genom ihärdiga insatser från flera personer, bland dem Sveriges dåvarande ambassadör Agda Rössel och Svenska institutets direktör Pontus Hellström.

## Arkitektur och inredning
Huset ritades av den grekiske arkitekten Panagiotis (Panais) Manouilidis. Han sägs ha studerat ritningar från moderna husbyggen i Sverige som vid den här tiden ofta var inspirerade av den modernistiska Bauhausskolan i Tyskland. Arkitekten Hans Broberg, som forskat i husets historia, skriver i en artikel i ett nummer av Hellenika från 1986 att man vid närmare studier av bostadsplanen tydligt kan se att den starkt anknyter till svenska villor av bland annat Sven Markelius från början av 1930-talet. Karaktäristiska drag är den osymmetriska plan- och volymuppbyggnaden med en odekorerad ljus fasad, platt tak och en praktisk planlösning i interiören med generösa gemensamma sällskapsutrymmen. 
Kavallahuset och dess vackra trädgård är sedan 1984 K-märkta av grekiska myndigheter. I motiveringen står att huset utgör ett ovanligt välbevarat exempel och uttryck för den Bauhausinspirerade arkitektoniska stilen i Grekland från mellankrigstiden.
Husets interiör och detaljer har i hög utsträckning bevarats med bland annat art deco-inredning från NK. Matsalens ursprungsmöblemang av Axel Einar Hjorth utgör en sällsynt enhetlig miljö från denna tidsepok; övergången från Swedish grace klassicism till funktionalism.

## Verksamheten idag
Genom verksamheten i Kavalla når institutet större kretsar än genom den forskning och utbildning om antikens Grekland som utgör kärnan av verksamheten i Aten. Kavallahuset är idag en populär tillflyktsort för forskare, författare och konstnärer inom många olika områden, med årliga stipendier från till exempel Sveriges Författarförbund, Svenska Tecknare och Svenska Fotografers Förbund. Huset används även för kurser och konferenser i mindre skala.
Förutom att huset fungerar som en oas för forskare och kulturarbetare är dess syfte även att främja kulturutbytet mellan Sverige och Grekland. Genom åren har detta skett genom ett kontinuerligt samarbete med Kavalla stad och har resulterat i en rad kulturella evenemang med deltagare från båda länderna. Som exempel på detta kan nämnas konst- och fotoutställningar, konserter samt översättar- och poesisymposier. Det finns även ett samarbete med kommunala musikskolan i staden som resulterat i en jazz-workshop med deltagare från Fridhems folkhögskolas jazzlinje och studenter från Joniska universitetets jazzutbildning.
Sedan 1983 är Föreningen Kavallahusets Vänner en viktig drivkraft i verksamheten.